# Dallas (Fernsehserie, 1978)
Dallas ist eine von 1978 bis 1991 produzierte US-amerikanische Fernsehserie, die in der gleichnamigen texanischen Stadt Dallas spielt und die Verwicklungen der fiktiven Familie Ewing darstellt. Sie zählt zum Genre der Seifenopern. Gedreht wurden insgesamt 357 Folgen und drei Filme, die vom US-amerikanischen Sender CBS ausgestrahlt wurden. Die Titelmelodie schrieb Jerrold Immel. Gemessen an den Zuschauerzahlen zählt Dallas weltweit zu den erfolgreichsten Fernsehserien.

## Geschichte der Serie

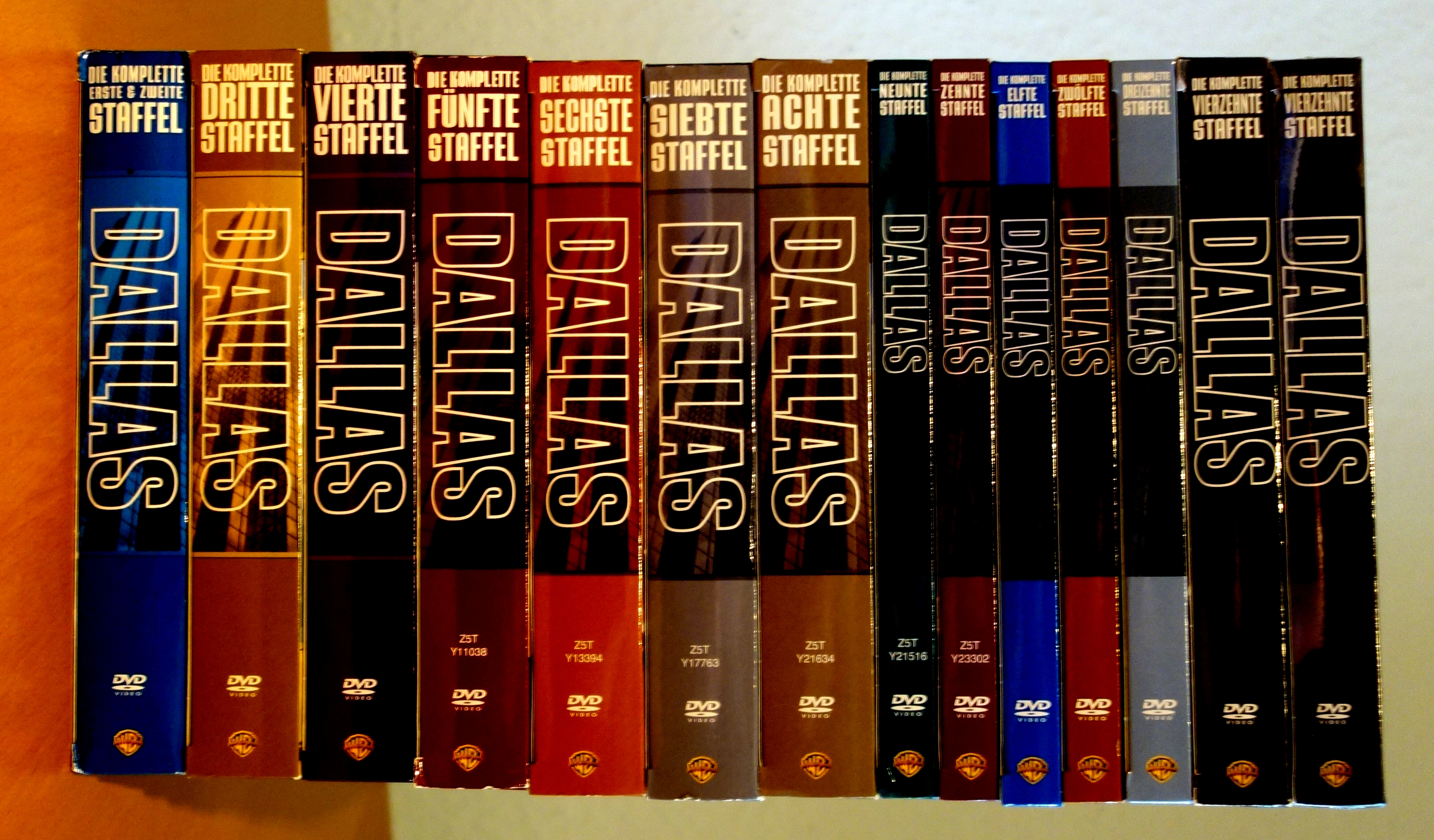
Alle Staffeln der Fernsehserie Dallas auf DVD

Als inspirierender „Vorläufer“ der Serie gilt der 1956 uraufgeführte US-amerikanische Spielfilm Giganten, dessen Figur Jett Rink (dargestellt von James Dean) sogar die Initialen für die Zentralfigur der Serie geliefert hat.
Im April 1978 strahlte CBS die fünf Folgen der ursprünglichen Miniserie aus; im Herbst begann dann die Ausstrahlung der ersten Staffel. Der ursprüngliche Arbeitstitel war Linda-Evans-Projekt, da Linda Evans die Rolle der Pamela spielen sollte. Dallas, produziert von der für Familienunterhaltung bekannten Fernsehproduktions-Firma Lorimar (Die Waltons), entwickelte sich zur weltweit erfolgreichsten Fernsehserie der 1980er-Jahre. In Deutschland strahlte die ARD am 30. Juni 1981 die erste Folge aus.
Zeitweise war Dallas ein Straßenfeger. So gehört Folge 58 zu den meistgesehenen Fernsehsendungen der USA: Die dritte Staffel war im März 1980 mit einem berühmt gewordenen Cliffhanger in die Sommerpause gegangen; in der letzten Szene der 54. Folge A House Divided (dt. Abrechnung) brach J.R. Ewing, Hauptfigur und Bösewicht der Serie, von Schüssen getroffen zusammen – ohne dass erkennbar war, wer von den vielen, die er sich im Laufe dieser Staffel zum Feind gemacht hatte, der Täter war. Die Frage „Wer schoss auf J.R.?“ wurde in den folgenden Monaten geradezu sprichwörtlich. So gab es T-Shirts unter anderem mit der Aufschrift „I shot J.R.“ oder – im Zusammenhang mit dem US-Präsidentenwahlkampf zwischen Ronald Reagan und Amtsinhaber Jimmy Carter – wahlweise „Ein Republikaner/Demokrat schoss auf J.R.!“ Als die Ausstrahlung der Serie im November dann wieder aufgenommen wurde, stellte die am 21. November ausgestrahlte 58. Folge Who Done It? (dt. Wer hat auf J.R. geschossen?) mit einer Einschaltquote von 53,3 % der Haushalte und einem Marktanteil von 76 % neue Zuschauerrekorde auf – lediglich die am 28. Februar 1983 ausgestrahlte letzte Folge der Serie M*A*S*H konnte diese Werte überbieten.
1986 wurden vergangene Geschehnisse der älteren Generation mit anderen Schauspielern in Dallas: The Early Years in einem Fernsehfilm gezeigt. Nachdem immer fragwürdigere Drehbücher die Zuschauerzahlen sinken ließen, wurde die Serie 1991 eingestellt. Zwei längere Fernsehfilme folgten 1996 (Dallas: J.R. Returns) und 1998 (Dallas: War of the Ewings). Von 2004 bis 2011 erschienen sukzessive alle Staffeln sowie die drei Spielfilme auf DVD.
Insgesamt sieben Folgen kamen im deutschen Fernsehen nicht zur Ausstrahlung. Das Erste hatte diese bei der Erstausstrahlung nicht synchronisieren lassen. Zudem wurde jede Folge um etwa drei Minuten gekürzt, um sie dem damaligen ARD-Programmschema anzupassen, das eine Länge von 43 Minuten vorsah. Erst mit den ab Mai 2005 erschienenen Dallas-DVD-Sammlungen stehen alle 357 Folgen ungekürzt in der Originalfassung zur Verfügung.
Neben der Serie existieren auch Romane: Dallas von Lee Raintree; Die Frauen von Dallas, Die Männer von Dallas und Skandal in Dallas von Burt Hirschfeld; sowie J.R. – Wer ihn zum Freund hat, braucht keinen Feind mehr von Cus Hallow. In den Büchern werden Begebenheiten beschrieben, die auch in der Serie auftauchen.
1979 entstand das Spin-off Unter der Sonne Kaliforniens (im Original Knots Landing), das in der Dallas-Folge Return Engagements (wurde in Deutschland erst 2011 mit Untertitel auf Passion ausgestrahlt) eingeleitet wurde. Miss Ellie kauft ihrem Sohn Gary und seiner Frau Valene ein Haus in Knots Landing, Kalifornien, in dem sie leben werden. Die Serie lief bis 1993 und hatte einige Gastauftritte (die das ZDF meistens nicht ausstrahlte) von Bobby Ewing, J.R. Ewing, Lucy Ewing und Kristin Shepard. Seit der Rückkehr der Figur Bobby Ewing in der zehnten Dallas-Staffel waren die beiden Serien nicht mehr richtig verknüpft, da Bobby in Unter der Sonne Kaliforniens nicht zurückkehrte.

## Kurzbeschreibung des Inhalts

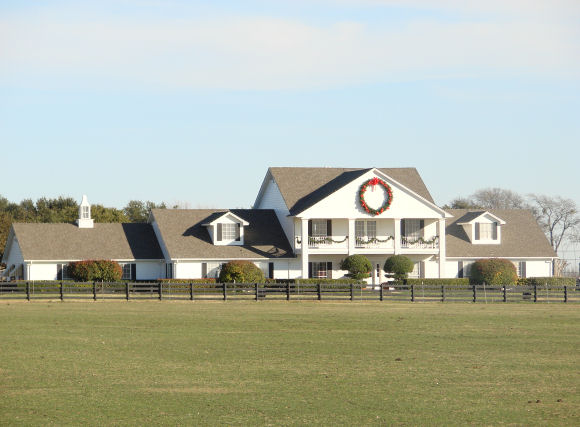
Die Southfork Ranch in Parker, Texas, fiktives Anwesen der Familie Ewing

Die Serie handelt von den familiären Verwicklungen und Intrigen der Familie Ewing um Geld, Macht und Öl. Der größte Teil der Familie lebt auf der Southfork Ranch, einem großen Anwesen in der Nähe von Dallas. Dazu gehören Jock und  Miss Ellie, die Eltern der Söhne J.R., Gary und Bobby. J.R. ist der älteste Sohn und Firmenchef des Unternehmens Ewing Oil, das sein Vater vor langer Zeit gegründet hat. J.R. Ewing ist mit der alkoholabhängigen Sue Ellen verheiratet, der er jedoch nicht treu ist (er hat unter anderem ein Verhältnis mit ihrer Schwester Kristin).
Bobby, der jüngste Sohn der Familie, heiratet Pamela Barnes, die Schwester von Cliff Barnes, dem größten Konkurrenten und Erzfeind von J.R. Lucy, Garys Tochter, die mit ihren Eskapaden ihrer Familie oft Sorgen bereitet, wächst bei ihren Großeltern auf der Ranch auf. Der Vorarbeiter Ray Krebbs hatte anfänglich eine heimliche Affäre mit Lucy. Im Verlauf der Serie stellt sich heraus, dass er ein unehelicher Sohn von Jock ist. Die Firma Ewing Oil gehört zu den großen, unabhängigen Unternehmen in der Öl-Industrie und ist neben der Southfork Ranch der Schauplatz für die Serienhandlung.

## Wichtigste Figuren und ihre Darsteller
Einige Rollen wurden von mehreren Darstellern gespielt.
- John Ross „J.R.“ Ewing, Jr.: Larry Hagman

J.R. ist die zentrale Figur der Serie. Er ist der älteste Sohn von Miss Ellie und Jock Ewing und leitet allein oder in Zusammenarbeit mit seinem Bruder Bobby die Firma Ewing Oil. Zur Durchsetzung seiner Ziele, ob privat oder geschäftlich, wendet J.R. jeden Trick an, sei er noch so schmutzig. Er schreckt lediglich vor Mord zurück. Obwohl der Familienzusammenhalt für ihn einen hohen ideellen Wert darstellt, verhält er sich seiner Frau Sue Ellen gegenüber oft geringschätzig und rücksichtslos. Sein Name ist von einer Figur von William Gaddis inspiriert.
- Robert „Bobby“ James Ewing: Patrick Duffy (1978–1985, 1986–1991)

Bobby ist der jüngste Sohn von Miss Ellie und Jock. Seine Ehe mit Pamela Barnes ist von Anfang an Anfeindungen ausgesetzt, in erster Linie durch J.R. und Cliff. Nach seiner Tätigkeit als Außendienstmitarbeiter von Ewing Oil wechselt er in die Führung der Firma. Er gilt als integerer Geschäftsmann, kann aber auch knallhart sein, wenn es zur Durchsetzung seiner Ziele nötig ist.
- Sue Ellen Shepard Ewing Lockwood: Linda Gray (1978–1989, 1991)

Sue Ellen war einst Schönheitskönigin von Texas. Ihre Ehe mit J.R. Ewing ist von Höhen und Tiefen geprägt. Sie hat mit ihm einen Sohn, John Ross Ewing III. Sue Ellen leidet immer wieder unter dem Egoismus und der fehlenden Achtung ihres Mannes. Trost sucht sie im Alkohol; die Bekämpfung der Sucht verlangt ihr alle Kräfte ab. Sie wird öfter rückfällig, schafft es aber jedes Mal wieder, ihr Leben in den Griff zu bekommen.
- Pamela Jean Barnes Ewing: Victoria Principal (1978–1987), Margaret Michaels (1988, eine Folge)[3]

Pamela ist die Ehefrau von Bobby, davor war sie mit Ray Krebbs zusammen. Da die Ehe kinderlos blieb, adoptieren sie und ihr Mann ein Baby: Christopher Mark ist das 1981 geborene Kind von J.R. Ewings Schwägerin Kristin Shepard, Sue Ellens Schwester. Pamela ist eine gefühlvolle, aber selbstbewusste Frau mit hohen moralischen Wertvorstellungen. Sie gerät deshalb oft mit J.R., aber auch mit ihrem Mann aneinander. Sie unterstützt Miss Ellie in dem Vorhaben, die Familie zusammenzuhalten. Nach einem tragischen Unfall, der schwere Verbrennungen an ihrem ganzen Körper hinterlässt, verlässt sie Dallas und lässt sich von Bobby scheiden. Sie ist die Adoptivtochter von Digger Barnes und die Halbschwester von Cliff Barnes und Katherine Wentworth. Ihr leiblicher Vater ist Hutch McKinney.
- John Ross „Jock“ Ewing, Sr.: Jim Davis (1978–1981)

Jock Ewing war zusammen mit seinem Bruder Jason und Digger Barnes der Gründer der Firma Ewing Oil. Nachdem er die Anteile von Jason und Digger zur Zeit der Weltwirtschaftskrise aufgekauft hatte, wurde Jock Alleineigentümer der Firma. Er baute Ewing Oil zu einem profitablen Geschäft aus. Jock war zweimal verheiratet. Die erste Ehe blieb kinderlos. Aus der zweiten mit Ellie Southworth gingen die Söhne J.R., Gary und Bobby hervor. Außerdem hatte er einen vierten (unehelichen) Sohn, Ray Krebbs. Jock starb bei einem Hubschrauberabsturz in Südamerika.
- Eleanor „Miss Ellie“ Southworth Ewing Farlow: Barbara Bel Geddes (1978–1984, 1985–1990), Donna Reed (1984–1985)

Miss Ellie ist die Mutter von J.R., Gary und Bobby. Sie war in erster Ehe mit Jock Ewing verheiratet. Nach dessen Tod heiratete sie Clayton Farlow. Ihr Bestreben ist es, die Familie zusammenzuhalten. Dabei trifft sie auch unangenehme Entscheidungen.
- Lucy Ann Ewing Cooper: Charlene Tilton (1978–1985, 1988–1990)

Lucy ist die Tochter von Gary und damit die Enkelin von Jock und Miss Ellie. Sie arbeitete u. a. als Fotomodell. Es fiel ihr schwer, den Sinn in ihrem Leben zu finden. Sie war mit Mitch Cooper verheiratet, ließ sich jedoch wieder scheiden. Nach einer Vergewaltigung ließ sie ihr Kind abtreiben. Nach mehreren Enttäuschungen kehrt sie zu Mitch zurück, der zu der Zeit Arzt in Atlanta ist. Doch die Ehe scheitert abermals und es kommt erneut zur Scheidung.
- Raymond „Ray“ Krebbs: Steve Kanaly (1978–1989, 1991)

Ray ist der Vorarbeiter auf der Southfork Ranch. Später stellt sich heraus, dass er ebenfalls ein Sohn von Jock Ewing ist. Ray ist ein stolzer Mann, der Probleme selbst lösen will und auf Eigenständigkeit besteht. Er wohnt nicht im Haupthaus der Ranch, sondern hat sich ein eigenes Haus auf einem Stück Land gebaut, das er von Jock geschenkt bekam. Ray versteht sich sehr gut mit Bobby, während es zwischen ihm und J.R. oft Spannungen gibt.
- Clifford „Cliff“ Barnes: Ken Kercheval

Cliff Barnes ist der Sohn von Digger Barnes und große Gegenspieler von J.R. Mit Unterbrechungen versucht er im Verlauf der Serie die Ewings zu bekämpfen, um das vermeintliche Unrecht, das Jock Ewing seinem Vater angetan hat, zu rächen. In der Wahl seiner Mittel steht Cliff dabei J.R. in nichts nach. Am Ende der Serie ist er an seinem Ziel angelangt und sitzt im Chefbüro von Ewing Oil. In dem Film Dallas: J.R. kehrt zurück verkauft Cliff Ewing Oil an Bobby Ewing, um wieder mit seiner früheren Freundin Afton Cooper zusammenzuleben.
- Willard „Digger“ Barnes: David Wayne (1978–1979), Keenan Wynn (1979–1980)

Digger war früher Partner von Jock und verliebt in Miss Ellie. Er behauptete immer, dass Jock ihn um seinen Anteil an Ewing Oil und um seine Geliebte, Ellie, betrogen hat. Er ist der Vater von Cliff und Adoptivvater von Pamela. Digger war die meiste Zeit seines Lebens Alkoholiker und starb an einer Alkoholvergiftung.
- Clayton Farlow: Howard Keel (1981–1991)

Clayton stammt ebenso wie Jock aus dem Ölgeschäft. Nach Jocks Tod finden er und Miss Ellie zusammen und heiraten. Clayton hat aus seiner ersten Ehe einen Adoptivsohn Steven, genannt Dusty.
- Donna McCullum Culver Krebbs Dowling: Susan Howard (1979–1987)

Donna verliebte sich in Ray, als sie sich noch in ihrer Ehe mit dem Gouverneur Sam Culver befand. Nach dessen Tod heiraten sie schließlich. Sie ist eigenständig und schreckt auch nicht vor Konflikten zurück. Dies bekommen sowohl J.R. als auch Ray zu spüren. Sie findet ihre wahre Aufgabe als Politikerin.
- Jenna Wade Marchetta Krebbs: Morgan Fairchild (1978, eine Folge), Francine Tacker (1980, zwei Folgen), Priscilla Beaulieu Presley (1983–1988)

Jenna ist die Jugendliebe von Bobby. Kurz vor der Hochzeit verließ sie ihn und zog nach Italien. Dort heiratete sie Naldo Marchetta und ließ sich bald darauf wieder scheiden. Aus dieser Verbindung ging ihre Tochter Charlie hervor. Nach ihrer Rückkehr nach Dallas will sie Bobby heiraten. Aufgrund einer Intrige wird sie wegen Totschlags an Naldo zu sieben Jahren Staatsgefängnis verurteilt. Nach erwiesener Unschuld und der Freilassung lebt sie wieder in Dallas. Später zieht sie mit Ray Krebbs in die Schweiz.

## Die wichtigsten Nebenrollen und ihre Darsteller
- Rebecca Blake Barnes Wentworth: Priscilla Pointer (1981–1983)

Rebecca heiratete einst Digger Barnes, mit dem sie drei Kinder hatte, von denen aber nur Cliff überlebte. Nachdem Hutch McKinney, von dem sie mit Pamela schwanger wurde, von Digger umgebracht worden war, flüchtete die Familie nach Corpus Christi. Rebecca täuschte ihren Tod vor, um Digger zu entkommen. Später heiratete sie den Industriellen Herbert Wentworth, mit dem sie eine weitere Tochter namens Katherine hat. Nachdem Cliff und Pam sie ausfindig gemacht hatten, unterstützte sie ihren Sohn mithilfe des Imperiums ihres zu diesem Zeitpunkt schon verstorbenen Mannes im Kampf gegen die Ewings, obwohl Pam mit Bobby verheiratet war. Rebecca starb nach einem Flugzeugabsturz.
- Katherine Wentworth: Morgan Brittany (1981–1985, 1987)

Sie ist die Halbschwester von Cliff und Pamela. Sie verliebt sich in Bobby Ewing, kann ihn aber trotz Intrigen gegen Pamela und Jenna nicht für sich gewinnen. Am Ende der siebten Staffel verübt sie aus Eifersucht den ersten Mordanschlag auf Bobby, am Ende der achten Staffel den zweiten, womit sie schließlich Erfolg hat. Dabei kommt sie selbst ums Leben. Da der zweite Mordanschlag und ihr Tod allerdings in den Traum von Pamela fallen, taucht Katherine in Staffel 11 noch einmal vollkommen unversehrt auf.
- April Stevens Ewing: Sheree J. Wilson (1986–1991)

April ist Jacks geschiedene Frau. Aufgrund dessen Vertrauensseligkeit und eines Tricks schaffte sie es, dass ihr der Richter bei der Scheidung fünf Jahre lang die Hälfte von Jacks Einkünften zusprach. April kam nach Dallas, um mit Hilfe dieses Urteils so viel Geld wie möglich herauszuholen. Ihren Anteil an Ewing Oil verkaufte sie für 100 Millionen Dollar an J.R. Nachdem Pamela Bobby verlassen hat, werden die beiden ein Paar und heiraten. In ihren Flitterwochen wird April entführt und schließlich erschossen.
- Carter McKay: George Kennedy (1988–1991)

Carter McKay war lange Jahre der Mann im Hintergrund bei Westar. Nach einem kurzen Kampf mit den Ewings überlistet er seinen Vorgänger Jeremy Wendell und wird Vorstandsvorsitzender bei Westar und damit zum größten Konkurrenten von Ewing Oil. McKay geht im Laufe der Serie neben den Ewing-Brüdern auch gegen Cliff vor. In dem Film J.R. kehrt zurück verliert McKay seine Machtposition bei Westar und J.R. übernimmt seinen Posten. Um seine Ziele zu erreichen, ist McKay ebenso intrigant wie J.R. und Cliff.
- Kristin Marie Shepard Farraday: Colleen Camp (1979, zwei Folgen), Mary Crosby (1979–1981, 1991)

Kristin ist die Schwester von Sue Ellen. Sie kommt nach Dallas, um einen ähnlichen Lebensstil wie Sue Ellen zu führen. Zu diesem Zweck flirtet sie auch mit J.R., der sie als Sekretärin bei Ewing Oil einstellt. Als er sie zurückweist, schießt sie auf J.R., will das Verbrechen aber ihrer Schwester anhängen. Kristin stürzt eines Tages im Drogenrausch vom Balkon der Southfork Ranch in den Swimmingpool und stirbt. Anfangs hält man J.R. und Cliff für die Täter, bis sich herausstellt, dass es ein Unfall war.
- Calpurnia „Cally“ Elizabeth Harper Ewing: Cathy Podewell (1988–1991)

Cally ist eine junge Frau aus einer Kleinstadt in Louisiana. J.R. heiratet sie, um Repressionen seitens ihrer Brüder zu entgehen, da sie behauptet, ein Kind von ihm zu bekommen. Kurz vor ihrer Scheidung erwartet Cally tatsächlich ein Kind von ihm. Sie behauptet jedoch, dass ihr Stiefsohn James der Vater des Sohnes ist, sodass J.R. sie verstößt und ein neues Leben beginnen kann.
- Jamie Ewing Barnes: Jenilee Harrison (1984–1986)

Jamie ist die Cousine von J.R., Bobby und Ray. Sie hielt zuerst zu ihrer Familie, die sie lange gesucht hat. Später heiratete sie jedoch Cliff Barnes, womit die Beziehung zu ihrer Familie einen starken Dämpfer erlitt. Jamie starb bei einem Kletterausflug in Kalifornien, als sie von einer Gerölllawine verschüttet wurde.
- Jack Ewing: Dack Rambo (1985–1987)

Jack Ewing ist der Sohn von Jason Ewing und ein Cousin von J.R. und Bobby. Jamie ist seine Schwester. Für seine Hilfe in einem Gerichtsstreit zwischen Ewing Oil auf der einen und Cliff Barnes auf der anderen Seite erhielt er 10 % der Firma Ewing Oil'.
- James Richard Beaumont: Sasha Mitchell (1989–1991)

James ist J.R.s Sohn aus einer früheren Affäre mit Vanessa Beaumont. Anfangs hat er ein gutes Verhältnis zu seinem Vater, doch nachdem sich J.R. mehrfach in seine Angelegenheiten und sein Leben eingemischt hat, verachtet James seinen Vater und dessen Moral. Kurz bevor James Dallas mit seiner Frau und seinem Sohn wieder verlässt, bereinigen sie ihre Differenzen.
- Michelle Louise Stevens Beaumont Barnes: Kimberly Foster (1989–1991)

Michelle, auch Shelly genannt, ist Aprils jüngere Schwester. Michelle ist ebenso geldgierig wie einst ihre Schwester, als diese nach Dallas kam, und benutzt die Menschen um sie herum für ihre Zwecke.
- David Ackroyd als Gary Ewing; 1978.
- Kate Mulgrew als Garnet McGee; 1978.
- Joan Van Ark als Valene Ewing; 1978–1981, 1991.
- Sarah Cunningham als Maggie Monahan; 1978–1980, 1984.
- Tina Louise als Julie Grey; 1978–1979.
- Barbara Babcock als Liz Craig; 1978–1982.
- John Zaremba als Dr. Harlan Danvers; 1978–1980, 1981–1986.
- Don Starr als Jordan Lee; 1978–1990.
- Fern Fitzgerald als Marilee Stone; 1978–1989.
- Ted Shackelford als Gary Ewing; 1979–1982, 1985, 1991.
- Martha Scott als Patricia Shepard; 1979, 1981, 1985.
- Jared Martin als Dusty Farlow; 1979–1982, 1985, 1991.
- Tom Fuccello als Dave Culver; 1979–1983, 1984, 1986–1988, 1989–1991.
- James Brown als Detective Harry McSween; 1979–1988.
- Sherril Lynn Rettino als Jackie Dugan; 1979–1982, 1983–1991.
- Randolph Powell als Alan Beam; 1979–1980.
- George O. Petrie als Harvey Smithfield; 1979–1991.
- Dennis Patrick als Vaughn Leland; 1979–1984.
- Jeff Cooper als Dr. Simon Ellby; 1979–1981.
- Tyler Banks als John Ross Ewing; 1980–1983.
- Stephanie Blackmore als Serena Wald; 1980, 1982–1985, 1987, 1990.
- Stephen Elliott als Scotty Demarest; 1980, 1985, 1987.
- Morgan Woodward als Punk Anderson; 1980–1987.
- Leigh McCloskey als Mitch Cooper; 1980–1982, 1985, 1988.
- Anne Francis als Arliss Cooper; 1981.
- Joel Fabiani als Alex Ward; 1981.
- Susan Flannery als Leslie Stewart; 1981.
- William Smithers als Jeremy Wendell; 1981, 1984–1989.
- Deborah Tranelli als Phyllis Wapner; 1981–1991.
- Deborah Rennard als Sly Lovegren; 1981–1991.
- Gretchen Wyler als Dr. Dagmara Conrad; 1981–1982.
- Art Hindle als Jeff Farraday; 1981–1982.
- Audrey Landers als Afton Cooper; 1981–1984, 1989.
- Timothy Patrick Murphy als Mickey Trotter; 1982–1983.
- Lois Chiles als Holly Harwood; 1982–1983.
- Danone Simpson als Kendall Chapman; 1982–1991.
- Alice Hirson als Mavis Anderson; 1982–1984, 1986–1988.
- Ben Piazza als Walt Driscoll; 1982–1983.
- Eric Farlow als Christopher Ewing; 1982–1985.
- Kate Reid als Lil Trotter; 1982–1983, 1986.
- Shalane McCall als Charlie Wade; 1983–1988.
- John Beck als Mark Graison; 1983–1984, 1985–1986.
- Christopher Atkins als Peter Richards; 1983–1984.
- Glenn Corbett als Paul Morgan; 1983–1984, 1986–1988.
- Omri Katz als John Ross Ewing; 1983–1991.
- Daniel Pilon als Naldo Marchetta; 1984–1985.
- Alexis Smith als Jessica Montford; 1984, 1990.
- Barry Jenner als Dr. Jerry Kenderson; 1984–1986.
- Deborah Shelton als Mandy Winger; 1984–1987.
- Fredric Lehne als Eddie Cronin; 1984–1985.
- Joshua Harris als Christopher Ewing; 1985–1991.
- Barbara Carrera als Angelica Nero; 1985–1986.
- Merete Van Kamp als Grace Van Owen; 1985–1986.
- Marc Singer als Matt Cantrell; 1986.
- Steve Forrest als Wes Parmalee; 1986.
- Derek McGrath als Oswald Valentine; 1986–1988.
- Jim McMullan als Andrew Dowling; 1986–1987.
- Bert Remsen als Dandy Dandridge; 1987.
- Amy Stock als Lisa Farraday; 1987–1988.
- Jack Scalia als Nicholas Pearce; 1987–1988, 1991.
- Andrew Stevens als Casey Denault; 1987–1989.
- Leigh Taylor-Young als Kimberly Cryder; 1987–1989.
- Brad Pitt als Randy; 1987–1988.
- Karen Kopins als Kay Lloyd; 1988, 1989.
- Jeri Gaile als Rose Daniels McKay; 1988–1991.
- Beth Toussaint als Tracey Lawton; 1988–1989.
- Ian McShane als Don Lockwood; 1989.
- J. Eddie Peck als Tommy McKay; 1989.
- Gayle Hunnicutt als Vanessa Beaumont; 1989–1991.
- John Hoge als Ratagan; 1989–1991.
- K Callan als Amy Stevens; 1990.
- Lesley-Anne Down als Stephanie Gail Rogers; 1990.
- Margaret Michaels als Jeanne O’Brien; 1990.
- Denver Pyle als Blackie Callahan; 1990.
- Clifton James als Duke Carlisle; 1990.
- John Harkins als Liz’ Aufsicht; 1990.
- Susan Lucci als Hillary Taylor; 1990–1991.
- Barbara Stock als Elizabeth „Liz“ Adams; 1990–1991.
- Barbara Eden als LeeAnn De La Vega; 1990–1991.
- Deirdre Imershein als Jory Taylor; 1991.
- Deborah Tucker als Debra Lynn Beaumont; 1991.

## Besetzung und Synchronisation
Die Serie wurde bei der Interopa Film vertont. Klaus von Wahl schrieb die Dialogbücher und führte die Dialogregie.
| Schauspieler               | Rolle                   | Hauptrolle (Staffel) | Nebenrolle (Staffel) | Deutscher Synchronsprecher                                       |
| -------------------------- | ----------------------- | -------------------- | -------------------- | ---------------------------------------------------------------- |
| Barbara Bel Geddes         | Miss Ellie Ewing Farlow | 1–7, 9–13            |                      | Inge Landgut (1.01–9.12) Edith Schneider (9.13–13.25)            |
| Donna Reed                 | Miss Ellie Ewing Farlow | 8                    |                      | Inge Landgut (1.01–9.12) Edith Schneider (9.13–13.25)            |
| Jim Davis                  | Jock Ewing              | 1–4                  |                      | Joachim Cadenbach                                                |
| Patrick Duffy              | Bobby Ewing             | 1–8, 10–14           | 9                    | Hans-Jürgen Dittberner                                           |
| Larry Hagman               | J.R. Ewing              | 1–14                 |                      | Wolfgang Pampel                                                  |
| Victoria Principal         | Pamela Barnes Ewing     | 1–10                 |                      | Beate Menner                                                     |
| Charlene Tilton            | Lucy Ewing Cooper       | 1–8, 12–13           | 11                   | Madeleine Stolze                                                 |
| Linda Gray                 | Sue Ellen Ewing         | 2–12                 | 1, 14                | Rita Engelmann                                                   |
| Steve Kanaly               | Ray Krebbs              | 2–12                 | 1, 14                | Jürgen Kluckert                                                  |
| Ken Kercheval              | Cliff Barnes            | 3–14                 | 1–2                  | Claus Jurichs                                                    |
| Susan Howard               | Donna Culver Krebbs     | 5–10                 | 2–4                  | Marianne Lutz                                                    |
| Howard Keel                | Clayton Farlow          | 8–14                 | 4–7                  | Heinz Giese                                                      |
| Priscilla Beaulieu Presley | Jenna Wade Krebbs       | 8–11                 | 7                    | Uta Hallant                                                      |
| Dack Rambo                 | Jack Ewing              | 10                   | 8–9                  | Wolfgang Condrus                                                 |
| Sheree J. Wilson           | April Stevens Ewing     | 12–14                | 10–11                | Alexandra Lange                                                  |
| George Kennedy             | Carter McKay            | 13–14                | 12                   | Joachim Nottke                                                   |
| Cathy Podewell             | Cally Harper Ewing      | 13–14                | 12                   | Dorette Hugo                                                     |
| Kimberly Foster            | Michelle Stevens        | 13–14                |                      | Carolin van Bergen (13.01–13.18) Anke Reitzenstein (13.19–14.21) |
| Sasha Mitchell             | James Beaumont          | 13–14                |                      | Matthias Hinze                                                   |
| Lesley-Anne Down           | Stephanie Rogers        | 13                   |                      | Monica Bielenstein                                               |
| Barbara Stock              | Liz Adams               | 14                   | 13                   | Heidrun Bartholomäus                                             |

## Fortsetzung
2010 gab der Kabelsender TNT bekannt, dass an einer Fortsetzung der Serie gearbeitet wird. Die Pilotfolge wurde 2011 gedreht. Im Juli 2011 folgte eine Serienbestellung mit zehn Folgen. Die Ausstrahlung begann am 13. Juni 2012. Anfang Oktober 2014 gab TNT die Einstellung der Serie nach drei Staffeln und 40 Episoden bekannt.

## Hintergrund
- Bei den ersten fünf Folgen der ersten Staffel (also der ursprünglich geplanten Miniserie) wurden die Außenszenen der Southfork Ranch auf der The Cloyce Box Ranch gefilmt; sie fiel später einem Brand zum Opfer und steht heute nicht mehr. Die Innenszenen wurden im The Calder House, 4800 Park Lane im Dallas County gedreht. Im Abspann wird ausdrücklich erwähnt, dass die Serie komplett in Texas gedreht worden sei.
- Danach wurden die Außenszenen der Southfork Ranch auf der Farm Duncan Acres in Texas gedreht, die einem Joe R. Duncan (J.R.) gehörte. Nachdem die Serie weltweit bekanntgeworden war, nahm der Besucherstrom zur Farm derart überhand, dass er sich gezwungen sah, die Farm zu verkaufen. Sie ist heute als Museum für die Fernsehserie eingerichtet. Unter anderem wird dort die Pistole gezeigt, mit der auf J.R. Ewing geschossen wurde. Die Innenszenen ab der zweiten Staffel wurden dann im MGM-Studio in Culver City in Kalifornien aufgenommen, oft Monate später. So gibt es in vielen Szenen beim Wechsel von außen nach innen und umgekehrt deutliche Unterschiede bei der Frisur der Darsteller oder auch bei der Anordnung der Kleidung.
- Ab der dreizehnten Staffel wurden praktisch die gesamten Aufnahmen im MGM Studio in Kalifornien aufgezeichnet.
- Larry Hagman und Ken Kercheval waren die einzigen Schauspieler, die während der gesamten Serie ununterbrochen mitspielten.
- In einigen Episoden der Serie führten auch Larry Hagman, Patrick Duffy, Steve Kanaly, Linda Gray sowie Ken Kercheval Regie. Zudem schrieb Susan Howard zwei Drehbücher für die Serie – in Staffel 9 die Folge Im Visier (Sitting Ducks), sowie in Staffel 10 die Folge Das 10-%-Desaster (The Ten Percent Solution).
- Dass die Schauspieler im Vorspann stets in alphabetischer Reihenfolge statt nach der Wichtigkeit ihrer Rollen vorgestellt wurden, gilt bis heute als sehr ungewöhnlich.[8]
- Barbara Bel Geddes (Miss Ellie) war nur neun Jahre älter als ihr „Sohn“ Larry Hagman (J.R. Ewing). Hagman ist 18 Jahre älter als Patrick Duffy (Bobby Ewing), ihre Serienfiguren sind jedoch nur zehn Jahre auseinander.
- Sieben Folgen der Serie (aus den ersten 54) wurden in Deutschland nicht gesendet. Das Publikum bemerkte die Kürzungen mitunter. So sitzt Jock in einer Folge im Rollstuhl und J.R. geht am Stock – beides ohne erkennbaren Grund. Die vorige Episode The Dove Hunt, in der beide niedergeschossen werden, war gestrichen worden. 2011 zeigte der Sender Passion die fehlenden Episoden in deutscher Erstausstrahlung (OmU).
- Mit Ausnahme der ersten Staffel scheint es nie Winter in Dallas zu sein. Besonders skurril ist in der sechsten Staffel (Folge: Bedrohte Hochzeit), dass J.R. und Sue Ellen am 3. Dezember 1982 heiraten und fast alle am Tag zuvor mit kurzärmeligen Hemden, Polo- oder T-Shirts auftreten. Dabei ist der Dezember einer der kältesten Monate in Texas.
- Am 29. April 1986 starb die Figur des Bobby Ewing im deutschen Fernsehen. In der Tagesschau vor der Ausstrahlung[9] dieser Folge wird erstmals gemeldet, dass drei Tage vorher im Kernkraftwerk von Tschernobyl ein Reaktorunglück passiert war. Verarbeitet wird diese Koinzidenz im Film Am Tag als Bobby Ewing starb.[10]
- In den 1980er-Jahren entstand für den Commodore 64 und die Atari Heimcomputer ein Textadventure mit dem Titel The Dallas Quest.
- Zum 30-jährigen Jubiläum nahmen die Stars der Serie am 8. November 2008 an einer Dallas-Reunion-Party auf der Southfork Ranch teil. Die Fans der Serie konnten, zu Ticketpreisen von $100 bis $1.000, ebenfalls an der Feier teilnehmen.
- Anspielungen auf Dallas sind sowohl bei den Simpsons als auch bei Family Guy zu finden: Die Simpsons-Doppelfolge Wer erschoss Mr. Burns? parodiert das dritte Staffelfinale. Die Family-Guy-Folge Der letzte Knall, in der sich die Griffin-Familie mit den apokalyptischen Folgen des Jahr-2000-Problems herumschlagen muss, wird mit Pamelas Erwachen aus der Traumstaffel (siehe unten) parodiert.

### Traumstaffel
Kennzeichnend für die Serie ist, dass eine in der Handlung eindeutig verstorbene Person plötzlich wieder in Erscheinung tritt: Der Darsteller von Bobby, Patrick Duffy, wollte sich im Rahmen seiner Schauspielkarriere anderen Dingen widmen. 1985 schied er aus der Serie aus, die Drehbuchautoren ließen Bobby ordentlich sterben und begraben. Nach geraumer Zeit, sinkenden Einschaltquoten und einer nicht zufriedenstellend verlaufenen Karriere von Duffy, intervenierte Larry Hagman erfolgreich und konnte seinen Kollegen für die Serie zurückgewinnen.
Höchstwahrscheinlich das erste Mal in einer Fernsehserie wurde die vollständige Wiederbelebung einer Rolle, hier die des Bobby Ewing, dramaturgisch damit erklärt, dass dessen Tod und alle seither eingetretenen Ereignisse nur ein böser Traum seiner geliebten Pamela gewesen seien, welche den totgeglaubten Bobby morgens unter der Dusche angetroffen hatte. Damit wurden die Ereignisse der gesamten neunten Staffel (Episode 193–222) kurzerhand zum Traumgeschehen erklärt. Die Handlung wurde daher an der entsprechenden Stelle anders und mit Bobby fortgesetzt. An dieser Stelle trennt sich Dallas auch von seinem Spin-off, da in Unter der Sonne Kaliforniens Bobby weiterhin als tot gilt und somit auch die anderen Ereignisse der Traumstaffel erzähltechnisch real bleiben.
Diese höchst umstrittene Erzählmethodik gibt immer wieder Anlass für Diskussionen, hatte die Serie aber wahrscheinlich für einige weitere Jahre gerettet und wurde seither bei Bedarf auch bei anderen Fernsehserien angewandt. Die Duschszene wurde geheim und erst kurz vor Ausstrahlung der Folge 222 gedreht und gegen eine andere Schlussszene ausgetauscht. Diese Szene war zugleich das Ende der neunten Staffel (1985–1986) und rief damit auch beim Publikum wilde Spekulationen und große Resonanz hervor. 
Ebenfalls in Betracht gezogen wurde als Erklärung, dass Bobby gar nicht tatsächlich gestorben und gerade noch lebend begraben worden wäre: ein herbeigeholter Arzt bemerkt in letzter Sekunde, dass der Schwerverletzte noch lebt. Er befreit ihn aus dem Sarg, verschweigt dies aber auf Wunsch von Bobby allen anderen Familienangehörigen. Bobby unterzieht sich anschließend ohne Wissen seiner Familie einer monatelangen Behandlung, nach deren Ende ihn als erster sein Bruder J.R. in die Arme schließt. Diese Szene wurde tatsächlich gedreht, wie vor Jahren in einer britischen Zeitung erschienene Szenenfotos belegen.

### Austausch einer Hauptrolle
Für große Kontroversen in der Fangemeinde der Serie sorgte der unkommentierte Austausch von Barbara Bel Geddes in der achten Staffel. Donna Reed, die Bel Geddes ersetzte, kam weder beim Publikum noch bei den anderen Schauspielern gut an. Sie wurde daher auch bereits nach einer Staffel wieder durch ihre Vorgängerin ersetzt. Tatsächlich war bei Barbara Bel Geddes ein vierfacher Bypass gelegt worden, und sie hatte selbst die Rolle zunächst nicht weiterspielen wollen. Als jedoch die Einschaltquoten weiter sanken, wurde sie überredet, ihre Rolle wieder aufzunehmen.  
Erneut wurde dem Zuschauer keine Erklärung für den Austausch geliefert. Reed beschwerte sich mehrmals öffentlich, sie sei Opfer von Mobbing geworden. Sie verklagte Lorimar-Productions wegen Vertragsbruchs, akzeptierte dann aber in einer außergerichtlichen Einigung eine Entschädigungssumme von über einer Million US-Dollar. Für Reed war es der letzte Auftritt vor der Kamera; sie starb wenig später.

### Suizid von J.R.
In hartem Kontrast zur Serie stehen die beiden letzten Episoden der Serie (Conundrum, üblicherweise werden die Episoden zusammenhängend als eine Folge ausgestrahlt). J.R. steht kurz vor dem Selbstmord, da erscheint eine Gestalt, Adam (dargestellt von Joel Grey), und zeigt ihm (ähnlich dem Film Ist das Leben nicht schön? von 1946) in Form fiktiver Handlungsstränge der anderen Serienfiguren, in denen er nicht gelebt hat, all das Gute, das seine Existenz bewirkt hat. Dennoch feuert J.R. einen Schuss ab. Der soeben heimgekehrte Bobby stürzt in das Zimmer, kommentiert: „Oh, mein Gott!“ und das Bild friert mit seinem entsetzten Gesicht ein. Das Publikum musste fünf Jahre auf die Fortsetzung warten.

## Sonstiges
- Bei der Gerichtsverhandlung von Jenna Wade wird als Tatwaffe eine Pistole (9 mm Beretta) vorgeführt. Es sei die Waffe, die Renaldo Marchetta gehörte. Allerdings ist in Staffel 8 Folge 14 eindeutig zu sehen, dass Renaldo einen Revolver im Hosenbund trägt.

## Fernsehfilme
Außer den Cliffhanger-Episoden und häufigen Doppelfolgen zum Abschluss und Beginn einer Staffel wurden auch drei Fernsehfilme gedreht.
1986 – Dallas – Wie alles begann (Dallas: The Early Years, 134 Min.)
Hier wird von den Anfängen von Dallas erzählt. Wie Jock Ewing sein Unternehmen gründet, wie er Miss Ellie kennenlernt und wie er und Digger Barnes Feinde werden. In dieser Sonderfolge spielen, bis auf einen Mini-Auftritt von Larry Hagman, keine der Schauspieler der regulären Serie mit.
1996 – Dallas – J.R. kehrt zurück (Dallas: J.R. Returns, 90 Min.)
Der Film knüpft dort an, wo die Serie aufhörte. Nachdem er fünf Jahre in Europa gelebt hat, kehrt J.R. nach Dallas zurück, um sich mit seinen Tricks an seinen Erzfeinden Cliff Barnes und Carter McKay zu rächen und um die Ewings wieder zu vereinen.
1998 – Dallas – Kampf bis aufs Messer (Dallas: War of the Ewings, 82 Min.)
Nachdem J.R. Chef von Weststar geworden ist, will er Ewing Oil übernehmen, das nun von seinem Bruder Bobby und seiner Ex-Frau Sue Ellen geführt wird.

## Radio-Hörspiel
- Die Reise nach Dallas, von Michael Kuball und Thomas Crecelius, RIAS 1984

### Sekundärliteratur
- Guntbert Markefka: Dallas – Literarisch-archetypische Muster einer Fernsehserie, Shaker 1997 – ISBN 3-8265-2985-5
- Laura van Wormer: Dallas. Die vollständige und bebilderte Geschichte des Ewing-Clans von 1860 bis in die Gegenwart, Wunderlich 1986 – ISBN 3-8052-0409-4
- Enzo Briketti, Johnny B. Koks: Auf der Suche nach J. R. Nur wo Dallas draufsteht, ist auch Dallas drin, Rowohlt 1986 – ISBN 3-499-15359-9
- Tamar Liebes, Elihu Katz: The Export of Meaning: Cross-cultural Readings of „Dallas“ (Taschenbuch), Polity Press 1993 – ISBN 978-0-7456-1295-9